# Боћарски клуб „Ласта”
| Боћарски клуб „Ласта” |                                                  |
|                       |                                                  |
| Датум оснивања:       | 27. децембар 1999.                               |
| Седиште:              | Улица Сретена Младеновића Мике · Раковица Србија |
| Званична презентација | Званични веб-сајт                                |

Боћарски клуб „Ласта” је српски спортски клуб из Раковице, Београд. Основан је 27. децембра 1999. године решењем Министарства спорта Републике Србије. Клуб је у више наврата освајао куп и шампионат Србије.

## Опште информације
Клуб има изграђен отворени спортски терен за такмичење, као и затворене просторије у којима се играчи, чланови и симпатизери клуба друже, највише у периоду јесени, зиме и на почетку пролећа, када временски услови не дозвољавају спортске активности на отвореном
Терен и комплетна инфраструктура су изграђени углавном финансијским средствима чланова, играча и пријатеља клуба, затим одређених других физичких и правних лица, а Секретаријат за спорт и омладину града Београда је клубу помогао, тако што је на захтев клуба, одобрио део финансијских средстава за куповину семафора. Терен Ласте се састоји од четири стазе за играње, наткривене трибине и просторија клуба.

## Историјат
Клуб је оформљен тако што је „проистекао” из боћарског клуба „Лабуд”, који је основан као удружење грађана 1990. године, пре оснивања Боћарског савеза Србије и Боћарског савеза Београда.
„Ласта” је основана 27. децембра 1999 године, решењем Министарства спорта Републике Србије. Клуб је дана 20. марта 2012. године, у складу са тада важећим Законом о спорту, пререгистрован код Агенције за привредне регистре Републике Србије и члан је Боћарског савеза Београда и Боћарског савеза Србије.

### Припајање БК Лабуд у БК Ласта и шампионске године
У периоду од неколико година на истим теренима је истовремено функционисао БК „Лабуд” и БК „Ласта”, да би касније дошло до спајања ова два клуба и од тада клуб носи назив „Боћарски клуб Ласта Београд”, из разлога што је у моменту фузије БК „Ласта” био у вишем рангу такмичења, од када почињу и највећи спортски успеси овог клуба. Претходно разједињени ниједан од клубова није остваривао неке значајније резултате, да би тек након уједињења  почео нагли успон клуба у сваком погледу, тако да су остварени значајни резулати у домаћем првенству (државни шампиони 2006, 2007, 2008, 2009. и 2011.).
У границама својих могућности, као прваци државе, клуб се трудио да достојно репрезентује државу Србију и на међународној сцени, учествовањем у Европском купу шампиона.